# Delphacodes laminalis
Delphacodes laminalis är en insektsart som först beskrevs av Van Duzee 1897.  Delphacodes laminalis ingår i släktet Delphacodes och familjen sporrstritar. Inga underarter finns listade i Catalogue of Life.